# هری کوردینگ
هری کوردینگ (انگلیسی: Harry Cording؛ ۲۶ آوریل ۱۸۹۱ – ۱ سپتامبر ۱۹۵۴) بازیگر اهل بریتانیا بود. وی بین سال‌های ۱۹۲۵ تا ۱۹۵۴ میلادی فعالیت می‌کرد.

## فیلم‌شناسی
- مبارزه برای عدالت
- طلای ساتر
- راه بازگشت
- در لباسی خیره‌کننده
- ماجراهای رابین‌هود
- شرلوک هولمز و سلاح سری
- زنگ‌ها برای که به صدا در می‌آیند
- شرلوک هولمز و خانه وحشت
- شب‌های عربی
- اسرار ادوین درود
- میهن‌پرست
- برج لندن
- تایتانیک
- شرلوک هولمز و بانگ وحشت
- کاپیتان بلاد
- زنده‌باد ویا!
- علی‌بابا و چهل دزد
- راه مراکش
- وحشت نیمه‌شب
- چالشی برای لسی

## پیوند به بیرن
- هری کوردینگ در وبگاه قبریاب
- هری کوردینگ در بانک اطلاعات اینترنتی فیلم‌ها (IMDb)
- Harry Cording بایگانی‌شده  در ۱۲ ژوئیه ۲۰۲۰ توسط Wayback Machine at Classic Horror Movie Players. Retrieved 27 May 2013